# Sub Zero Project
Sub Zero Project es un dúo neerlandés de productores de hardstyle, formado por Thomas Velderman (nacido el 19 de abril de 1996) y Nigel Coppen (nacido el 9 de marzo de 1997), más conocido por hacer el himno de Qlimax 2018 "The Game Changer". Son los creadores de himnos Qlimax más jóvenes de la historia.[cita requerida]
Sub Zero Project es mejor conocido por sus éxitos 'Darkest Hour', 'Our Church', 'Halo' y 'Trip To Mars'. Han actuado en Tomorrowland, Electric Daisy Carnival, Defqon.1 Festival, Ultra Music Festival, Ultra Australia, Medusa Sunbeach Festival y Qlimax .[cita requerida]
Sub Zero Project ha trabajado con artistas como; Timmy Trumpet, W&W, Hardwell, Vini Vici, Coone, Da Tweekaz y Headhunterz .[cita requerida]

## Historia
Nigel Coppen inicialmente hizo música bajo el nombre de Sub Zero. Entró en contacto con Thomas Velderman a través de YouTube ; escucharon las pistas de cada uno y luego decidieron trabajar juntos. Velderman se unió a Coppen y se agregó "Project" al nombre para aclarar que era un dúo.   En diciembre de 2013, con 16 y 17 años respectivamente, Nigel y Thomas firmaron con el sello discográfico belga de hardstyle Dirty Workz .
En 2017, Nigel y Thomas se graduaron en la Herman Brood Academy, una escuela de producción en Utrecht, como artistas, músicos y productores de danza. Ese mismo año lanzaron "The Project", lo que les llevó a recibir una amplia atención por su uso de patadas estilo psy con ataques agresivos, mezclados con elementos de estilo duro. 
En 2018, el dúo lanzó "The XPRMNT", que también vino con un nuevo acto en vivo con un cambio de vestimenta. Q-Dance eligió al dúo para crear el himno de Qlimax 2018, titulado "The Game Changer".. También en 2018, el dúo haría su primera colaboración con el productor australiano de House Timmy Trumpet, titulada "Rockstar", que es una de las 3 colaboraciones. En 2019, el dúo lanzó "The Contagion", que sirvió como tema principal de su álbum debut titulado Contagion .  En menos de tres meses, su álbum debut alcanzó más de 10 millones de reproducciones en Spotify.[cita requerida]
En 2022, Sub Zero Project lanzó su segundo álbum titulado “Renaissance of Rave”.
Sub Zero Project ha llegado a la lista DJ Mag Top 100: 95.º en 2019,  123.º en 2020 y 131.º en 2021.

## Discografía
| Título                                                      | Artista(s)                                     | Discográfica        | Año  | Nota                                                           |
| ----------------------------------------------------------- | ---------------------------------------------- | ------------------- | ---- | -------------------------------------------------------------- |
| Scream EP                                                   | Sub Zero Project                               | Anarchy             | 2014 | subsello de Dirty Workz                                        |
| Let's Fight EP                                              | Sub Zero Project                               | Anarchy             | 2014 | subsello de Dirty Workz                                        |
| "Madman"                                                    | Sub Zero Project con Atmozfears                | A² Records          | 2015 |                                                                |
| "Funky S**t"                                                | Sub Zero Project                               | Anarchy             | 2015 | subsello de Dirty Workz                                        |
| "Hell On Earth"                                             | Sub Zero Project con X-Pander                  | A² Records          | 2015 |                                                                |
| "Hit the Funk"                                              | Sub Zero Project                               | Anarchy             | 2015 | subsello de Dirty Workz                                        |
| "This Is Madness"                                           | Sub Zero Project con Atmozfears                | Anarchy             | 2015 | subsello de Dirty Workz                                        |
| "Get Your Hands Up"                                         | Sub Zero Project                               | Anarchy             | 2015 | subsello de Dirty Workz                                        |
| "Headbanger"                                                | Sub Zero Project con Sub Sonik                 | Anarchy             | 2016 | subsello de Dirty Workz                                        |
| "Raise Your Fist"                                           | Sub Zero Project con Sub Sonik                 | WE R Raw            | 2016 | subsello de WE R                                               |
| "Let the Pistol Go"                                         | Sub Zero Project                               | Anarchy             | 2016 | subsello de Dirty Workz                                        |
| "Meltdown"                                                  | Sub Zero Project con Devin Wild                | Scantraxx           | 2016 |                                                                |
| "DRKNSS"                                                    | Sub Zero Project con Da Tweekaz                | Dirty Workz         | 2017 |                                                                |
| "The Project"                                               | Sub Zero Project                               | Dirty Workz         | 2017 |                                                                |
| "Basstrain"                                                 | Sub Zero Project con GLDY LX                   | Dirty Workz         | 2017 |                                                                |
| "DSTNY"                                                     | Sub Zero Project con Devin Wild                | Scantraxx           | 2017 |                                                                |
| "Stand Strong (Q-Base 2017 Hangar OST)"                     | Sub Zero Project con Meccah Dawn               | Q-Dance Records     | 2017 |                                                                |
| "Wake Up"                                                   | Sub Zero Project con Zatox y Nikkita           | Dirty Workz         | 2017 |                                                                |
| "Playing with Fire"                                         | Sub Zero Project                               | Dirty Workz         | 2017 |                                                                |
| DJ Isaac – "Burn" (Sub Zero Project Remix)                  | Sub Zero Project                               | Dirty Workz         | 2017 |                                                                |
| "Unity"                                                     | Sub Zero Project con LXCPR                     | Dirty Workz         | 2018 |                                                                |
| "Our Church"                                                | Sub Zero Project con Headhunterz               | Art of Creation     | 2018 | Lanzado en el álbum de Headhunterz "The Return of Headhunterz" |
| Headhunterz – "Doomed" (Sub Zero Project Remix)             | Sub Zero Project                               | Art of Creation     | 2018 |                                                                |
| "March of the Rebels"                                       | Sub Zero Project con MC Diesel                 | Dirty Workz         | 2018 |                                                                |
| "The XPRMNT"                                                | Sub Zero Project                               | Dirty Workz         | 2018 |                                                                |
| "We Are the Fallen"                                         | Sub Zero Project con Phuture Noize             | Dirty Workz         | 2018 |                                                                |
| Yoji Biomehanika – Hardstyle Disco (Sub Zero Project Remix) | Da Tweekaz con Sub Zero Project                | Dirty Workz         | 2018 |                                                                |
| "Rockstar"                                                  | Sub Zero Project con Timmy Trumpet y DV8       | Spinnin' Records    | 2018 |                                                                |
| "The Game Changer (Qlimax 2018 Anthem)"                     | Sub Zero Project                               | Q-Dance Records     | 2018 |                                                                |
| "Tombs of Immortality"                                      | Sub Zero Project con Ecstatic                  | Dirty Workz         | 2019 |                                                                |
| "Heroes of the Night" (Intents Festival 2019 Anthem)        | Sub Zero Project con D-Sturb                   | Dirty Workz         | 2019 |                                                                |
| "Darkest Hour (The Clock)"                                  | Sub Zero Project con D-Block & S-te-Fan        | Dirty Workz         | 2019 |                                                                |
| Contagion                                                   | Sub Zero Project                               | Dirty Workz         | 2019 |                                                                |
| "The Contagion"                                             | Sub Zero Project con Christina Novelli         | Dirty Workz         | 2019 |                                                                |
| "Patient Zero"                                              | Sub Zero Project                               | Dirty Workz         | 2019 |                                                                |
| "Amen"                                                      | Sub Zero Project con Headhunterz               | Dirty Workz         | 2019 |                                                                |
| "Break the Game"                                            | Sub Zero Project con KELTEK                    | Dirty Workz         | 2019 |                                                                |
| "The Solution"                                              | Sub Zero Project con Villain                   | Dirty Workz         | 2019 |                                                                |
| "The Source"                                                | Sub Zero Project con Frequencerz               | Dirty Workz         | 2019 |                                                                |
| "All Night"                                                 | Sub Zero Project con Bryant Powell             | Dirty Workz         | 2019 |                                                                |
| "Call of the Sacred"                                        | Sub Zero Project con Phuture Noize             | Dirty Workz         | 2019 |                                                                |
| "Be My Guide"                                               | Sub Zero Project                               | Dirty Workz         | 2019 |                                                                |
| "All for One"                                               | Sub Zero Project                               | Dirty Workz         | 2019 | Lanzamiento gratuito                                           |
| "PSYchopath"                                                | Sub Zero Project                               | Dirty Workz         | 2019 |                                                                |
| "Face of a Champion"                                        | Sub Zero Project con Coone                     | Dirty Workz         | 2019 |                                                                |
| "Rave Into Space"                                           | Sub Zero Project                               | Dirty Workz         | 2020 |                                                                |
| "The Remedy"                                                | Sub Zero Project                               | Dirty Workz         | 2020 |                                                                |
| "The Silence (Of My Sins)"                                  | Sub Zero Project                               | Dirty Workz         | 2020 |                                                                |
| Project X                                                   | Timmy Trumpet con Sub Zero Project             | Sinphony Records    | 2020 | subsello de Spinnin' Records                                   |
| "Time Machine"                                              | Sub Zero Project con MC Stretch                | Dirty Workz         | 2020 |                                                                |
| "Enter the Realm"                                           | Sub Zero Project                               | Q-Dance Records     | 2020 |                                                                |
| "Obey No More"                                              | Sub Zero Project con Warface                   | Dirty Workz         | 2021 |                                                                |
| "Halo"                                                      | Sub Zero Project                               | Dirty Workz         | 2021 |                                                                |
| "A New Beginning"                                           | Sub Zero Project                               | Dirty Workz         | 2021 |                                                                |
| "Sinners Paradise"                                          | Sub Zero Project con Rebelion                  | Rave Culture        | 2021 |                                                                |
| Base                                                        | Sub Zero Project con E-Life                    | Dirty Workz         | 2021 |                                                                |
| Fight As One                                                | Sub Zero Project con Dimatik                   | Sinphony Records    | 2021 | subsello de Spinnin' Records                                   |
| Trip To Mars (Astronauts)                                   | Sub Zero Project                               | Dirty Workz         | 2021 |                                                                |
| Rave Culture 2022                                           | Sub Zero Project                               | Rave Culture        | 2021 |                                                                |
| Fly With Me                                                 | Sub Zero Project                               | Dirty Workz         | 2022 |                                                                |
| "Lions"                                                     | Sub Zero Project                               | Dirty Workz         | 2022 |                                                                |
| Renaissance Of Rave                                         | Sub Zero Project                               | Dirty Workz         | 2022 |                                                                |
| "Nightmare Nirvana"                                         | Sub Zero Project con Diandra Faye              | Dirty Workz         | 2022 |                                                                |
| "One Last Time"                                             | Sub Zero Project con Ran-D                     | Dirty Workz         | 2022 |                                                                |
| Mind Of A Warrior                                           | Sub Zero Project con Coone ft. ATILAX          | Dirty Workz         | 2022 |                                                                |
| Soft Ass Shit                                               | Sub Zero Project con Timmy Trumpet             | Dirty Workz         | 2022 |                                                                |
| "Live Fast Die Young"                                       | Sub Zero Project con Rebelion                  | Dirty Workz         | 2022 |                                                                |
| "Paradise"                                                  | Sub Zero Project con W&W                       | Rave Culture        | 2022 |                                                                |
| "Conquer Your Mind (Apex OST 2023)"                         | Sub Zero Project                               | Dirty Workz         | 2023 |                                                                |
| "Path Of The Warrior (Defqon.1 2023 Anthem)                 | Sub Zero Project                               | Q-dance Records     |      |                                                                |
| ”Illusions”                                                 | Sub Zero Project                               | Dirty Workz         |      |                                                                |
| ”Judgement Day”                                             | Sub Zero Project con Hardwell                  | Revealed Recordings |      |                                                                |
| ”LFG PSYCHO"                                                | Sub Zero Project con MC Stretch                | Dirty Workz         |      |                                                                |
| ”The Race”                                                  | Sub Zero Project con Timmy Trumpet y Vini Vici | Tomorrowland Music  |      |                                                                |
| ”Lose My Mind (Sub Zero Project Remix)”                     | Brennan Heart, Wildstylez y Sub Zero Project   | I AM HARDSTYLE      |      |                                                                |
| ”We Ignite”                                                 | Sub Zero Project con Vertile                   | Dirty Workz         |      |                                                                |
| "Legends"                                                   | Showtek, Sub Zero Project and Doktor           | Q-Dance Records     |      |                                                                |
| "Refuse To Speak"                                           | Sub Zero Project ft. Bryant Powell             | Dirty Workz         | 2024 |                                                                |
| "Maze of Memories (Reverze Anthem 2024)"                    | Sub Zero Project and Diandre Faye              | Dirty Workz         | 2024 |                                                                |
| "TECHNOBOTS"                                                | Sub Zero Project                               | Dirty Workz         | 2024 |                                                                |
| "Underground Business"                                      | Warface & Sub Zero Project                     | End of Line         | 2024 |                                                                |
| "Liberation"                                                | Sub Zero Project & Hard Driver                 | Dirty Workz         | 2024 |                                                                |
| "LASER"                                                     |                                                | Dirty Workz         | 2024 |                                                                |